# Seweryn Bidziński
Seweryn Bidziński (ur. 22 grudnia 1924 w Borii, zm. 27 kwietnia 1989) – polski działacz partyjny, konsul generalny w Warnie (1976–1981).

## Życiorys
Syn Stanisława i Karoliny. Od 1944 działał w Armii Ludowej pod pseudonimem „Uranek”. Pracował w Milicji Obywatelskiej i Urzędzie Bezpieczeństwa w Katowicach (1945–1946). Ukończył kursy w Centralnej Szkole Partyjnej w Łodzi (1946 i 1949) oraz w Warszawie (1952–1953). W latach 1960–1963 był słuchaczem Wydziału Ekonomicznego Wyższej Szkoły Nauk Społecznych przy KC PZPR w Warszawie.
W 1944 został członkiem Polskiej Partii Robotniczej, pełnił funkcję instruktora Komitetu Powiatowego PPR w Kętrzynie (1946–1948). W ramach Polskiej Zjednoczonej Partii Robotniczej pełnił funkcje: kierownika Wydziału Organizacyjnego Komitetu Powiatowego w Kętrzynie (1948–1949), sekretarza Komitetu Powiatowego w Giżycku (1949–1950), I sekretarza Komitetu Powiatowego w Bartoszycach (1950–1952), Iławie (1953–1960), Kętrzynie (1963–1971), przewodniczącego Wojewódzkiej Komisji Kontroli Partyjnej Komitetu Wojewódzkiego w Olsztynie (1971–1975), członka Centralnej Komisji Partyjnej Komitetu Centralnego w Warszawie (1971–1973), członka egzekutywy Komitetu Wojewódzkiego w Olsztynie (1973–1976) oraz sekretarza organizacyjnego tamże (1975–1976). W latach 1973–1976 był prezesem Związku Bojowników o Wolność i Demokrację w Olsztynie. Od 27 października 1976 do 30 czerwca 1981 był konsulem generalnym PRL w Warnie w Bułgarii.